# Un cas pour un bourreau débutant
Pour plus de détails, voir Fiche technique et Distribution.
Un cas pour un bourreau débutant (en tchèque : Případ pro začínajícího kata) est un film dramatique tchèque réalisé par Pavel Juráček et sorti en 1970. Le film est un des films emblématiques de la Nouvelle Vague tchèque. 

## Liminaire
Librement inspiré du troisième livre des Voyages de Gulliver de Jonathan Swift, le film peut être catégorisé comme surréaliste ou satire absurde. Cependant, l'histoire est transposée au début du XXe siècle dans un monde en déclin. Le film montre aussi l'influence de Franz Kafka et Lewis Carroll, l'auteur d'Alice au pays des merveilles.
Le film, qui est une satire qui vise la société tchécoslovaque, a été interdit peu après sa sortie en 1970, ce qui signifie également la fin de la carrière de Juráček.

## Synopsis
Lemuel Gulliver, après avoir subi un accident de voiture, découvre un lapin mort habillé en homme et lui prend sa montre à gousset. Il se retrouve à Balnibarbi, un pays où tout est mystérieux, survolé par l'île de Laputa. Il assiste à une exécution capitale orchestrée comme un numéro de cirque par un bourreau si gentil.

## Fiche technique
- Titre : Un cas pour un bourreau débutant
- Titre original : Případ pro začínajícího kata
- Réalisation : Pavel Juráček
- Scénario : Pavel Juráček, d'après Les Voyages de Gulliver de Jonathan Swift
- Musique : Luboš Fišer
- Cinématographie : Jan Kališ
- Monteur : Miroslav Hájek
- Studios : Filmové Studio Barrandov
- Distribution : Ústřední půjčovna filmu (cs)
- Distribution en France : Malavida Films
- Pays de production :  Tchécoslovaquie
- Durée : 102 minutes
- Couleurs : noir et blanc
- Langue : tchèque
- Date de sortie : Tchécoslovaquie : 3 août 1970

## Distribution
- Lubomír Kostelka : Lemuel Gulliver (en)
- Klára Jerneková (en) : Markéta
- Milena Zahrynowská : Dominika
- Radovan Lukavský (en) : professeur Beiel
- Jiří Janda : Patrik
- Luděk Kopřiva : Vilém Seid
- Miloš Vávra : Emil
- Miroslav Macháček : Munodi